# Terry Labonte

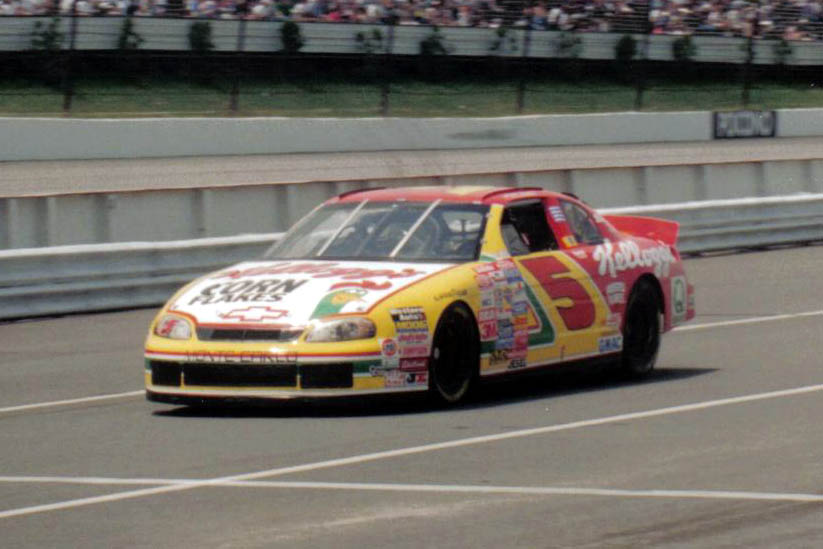
Carro de Terry Labonte em 1997.

Terrance Lee "Terry" Labonte (Corpus Christi (Texas), 16 de novembro de 1956) é um ex-piloto estadunidense da NASCAR, foi bicampeão da categoria em  1984, 1996.